# Pique Novo
Pique Novo é um grupo de pagode formado no Rio de Janeiro em 1989 no bairro de Ricardo de Albuquerque, na Rua Jaboticabal 57, no quintal da Vó Doca.
Na época de sua formação, a banda foi integrada por Walmir, Lelê, Lusinho Zica, Rildo, Alexandre Ramos (Hoje Pastor Xandão), Paulo, Cleiton Titara, Marcos Mola, Liomar Henrique Eleotério, Renato dos Santos, Cesinha, Edson Cigano, Emerson, Nego Binho, Binho Percussão, Silvio e Rogério Santos de Castro.
Seu álbum Ao Vivo - 10 Anos recebeu o Disco de Ouro da ABPD em 2003.

## Discografia
- 1997 - Em Cada Esquina
- 1999 - Pelas Ruas
- 2001 - Pique Novo
- 2002 - Pique Novo - ao vivo - 10 Anos - Ouro[2]
- 2003 - Pique Novo
- 2004 - Ao Vivo Vol. 2
- 2007 - Nos Braços do Povo - Ao Vivo
- 2009 - Ligando os Fatos
- 2012 - Palavras de Um Menino
- 2015 - Bichinho de Pelúcia
- 2016 - #Novos Momentos
- 2017 - Pique Novo 25 Anos
- 2020 - Roda de Samba do Pique Novo
- 2023 - Histórias Pra Cantar - Ao Vivo